# Diphasia densa
Diphasia densa är en nässeldjursart som först beskrevs av Eberhard Stechow 1923.  Diphasia densa ingår i släktet Diphasia och familjen Sertulariidae. Inga underarter finns listade i Catalogue of Life.